# 田中ふさ子
田中 ふさ子(たなか ふさこ、1916年(大正5年)8月1日 - 1943年（昭和18年)1月25日） は、日本の教育者。1936年（昭和11年）から1942年（昭和17年）にかけて長野県の小学校に教師として勤務し、生活綴方運動の実践を行った。指導した児童詩「ツクシ」（下平京子作）は児童詩集などに多く紹介された。

## 経歴

### 上京まで
1916年（大正5年）8月1日、長野県上伊那郡伊那町で生まれる。子どもの頃に肋膜炎で一か月静養したこともあり、女学校入学後も再発するなど、小柄で病弱だった。しかし女学校時代は、弓やテニスをよくやるなど活発な面があり、数学と国語が得意で成績もよかった。
1933年（昭和8年）伊那高等女学校を卒業し、卒業後は家業を手伝った。実家ははじめ時計商を営んでいたが、蚕種販売業、パチンコ屋に転じていた。家業は非常に忙しく、一日中立ち通しの状態のほどであった。ふさ子は、この生活に不満を抱き、姉に「こんなことをしていては自分の才能がのばせない。どんな仕事でもいい。家を出たい。上京すれば何とかなる。」と話していた。
1935年（昭和10年）に、先に上京していた兄を頼りに家出し、医専に在学中であったこの兄の紹介で、鶴見造船附属病院で受付として勤務した。しかし仕事は身体にこたえ、満足のいく職場ではなかった。

### 小学校教師としての就職
ふさ子から相談を受けた長姉のはま子は、教員になれば父親も家に戻ることを許すと考え、実家近くで代用教員の勤め先を探した。1936年（昭和11年）3月に長野県上伊那郡南向村の南向尋常高等小学校桑原分教場に赴任し、2年生の担任となった。翌1937年(昭和12年）11月に長野県教員検定試験に合格、1938年（昭和13年）南向尋常高等小学校葛島分教場に転任した。しかし病気がちで、同年8月に兄の勤務する水戸日赤病院で腸癒着症の手術をした。 
当時、子どもが、自分自身の生活やその中で感じたことを、事実に即して自分の言葉で文章に表現する「生活綴方運動」が全国で広がりつつあった 。当時の長野県においても、1930年（昭和5年）に創立された「新興研究所」が雑誌『新興教育』を発刊し、その読者組織が広がって教員組合運動も始まり、各地で生活綴方運動が進められていた。ふさ子の遺品には、生活綴方運動に起源をもつ教育雑誌の『生活学校』1938年（昭和13年）8月終刊号、『教育・国語教育』1938年（昭和13年）11月号があり、教師として就職した当初から生活綴方運動に関心を持っていたことがわかる。

### 春近尋常高等小学校での勤務
1939年（昭和14年）に上伊那郡西春近村の春近尋常高等小学校（後の西春北国民学校）へ転任し、1年生の担任となった。春近尋常高等小学校に勤務した2年間に、ふさ子は最も精力的に生活綴方運動を展開し、学級文集『春近の子ども』を1939年（昭和14年）の1号から1941年（昭和16年）の5号まで作成した。この文集は、百田宗治の編集する生活綴方運動の雑誌『教室』に投稿され、高く評価された。文集を各地の生活綴方運動を展開する教師と交換して交流も図った。
春近時代の教え子の回想によれば、作文や詩をよく書かせ、絵画の指導も行い、紙芝居をつくらせたり、童話や自分たちで書いた作文を劇にして上演することもあった。これらの活動を通じて生まれた児童の作品は雑誌『教室』に投稿され、誌面を通じて百田の指導を受けた。詩「ツクシ」（下平京子作）は『教室』1940年（昭和15年）5月号に掲載後、同年百田が編集した『一年生ツヅリカタ絵本』に収録された。『一年生ツヅリカタ絵本』に掲載の際、原詩の一部が改作された。この改作について、百田は後に「私がツクシをあんなふうに直したのはこれは大きな失敗である。あれは原作のままの方がよい。」と上伊那綴方の会あての手紙で述べた。

### 中沢国民学校への転任
1941(昭和16)年に上伊那郡中沢村の中沢国民学校に転任した。この転任はふさ子にとって不本意なものであり、文集を交換していた教師田中久直に、「私も転任です。随分がっかり致しました」と書き送っている（1941年5月付けの手紙）。当時の状況について、田中久直は「田中さんの身辺でいろいろな事情があり、新しい仕事を掘り起こして行うゆとりは、ほとんどなかったらしい」と書いている。中沢国民学校時代の教え子は、「先生は童話を読み、紙芝居をし、書かせました。でも私たちは、先生ののぞむように伸びなかったのでしょう。文集も紙芝居も作った記憶がないのです。」と述べている。
1941年に、これまでの実践をもとに「低学年の綴り方ー経験をもとにした小さな研究」を執筆した。これは「一年生綴る前の指導」と表題を変え、同年、雑誌『教室』8,9,10,11月号に連載された。
1941年9月に、教育文化を提唱し、小原清治、佐藤辰雄、田中久直らと共に、同人誌『交流』を創刊したものの、ふさ子が原稿を出したのは第一集のみであった。太平洋戦争の開始で時局が混乱する中、雑誌自体も、第二集が最後となった。

### 教師退職後
戦争による人手不足や健康がすぐれないことを案じた兄一美から退職して医院の手伝いをするよう頼まれ、悩んだ末、1942年9月に退職した。春近時代の教え子の回想の中で、はっきりとした時期は不明であるが、春近を転任後、結婚したことが書かれている。1943年（昭和18年)1月25日、腸捻転のため死去した。

## 没後
ふさ子が指導した詩「ツクシ」は、ふさ子の没後も、複数の児童詩集やレコードに収録されるなどして、高く評価され続けた。1952年（昭和27年）の日本作文の会第1回作文教育全国協議会で国分一太郎が「ツクシ」を朗読し、1954年4月、伊那市上伊那図書館で開催された信州作文の会では、ふさ子の業績が紹介され、遺稿や文集などが展示された。この朗読と展示がきっかけとなって、上伊那綴り方の会の手によって、遺稿の研究、整理が始まり、1961年に『萌え出る芽』（初版）、1971年に同書の改訂版が刊行された。

## 人物
教え子は、和服姿の教師が多い時代に、小柄なふさ子が、「体にぴったりとしたクリーム色のセーターに、グレーのスカート」の「スポーティーな洋服姿」で、「声は大きく、きびきびとした動作で」教えていたことを記憶している。「善太と三平」「家なき子」「風の又三郎」など、多くの童話を子供たちに読み聞かせ、転任の際には、記念撮影した写真と一緒に、子ども一人一人に言葉をそえたカードを配った。同時に「ムチで机をたたき、よそ見をしているとチョークを投げ」るというきびしい態度で教育に臨んだ。
ふさ子による「私の本箱から」という小文からは、教育に関する本のほか、歴史書、国内・海外の文学、自然科学の本などを幅広く読んでいた様子がうかがえる。

## 評価
ふさ子の生きた時代は世界恐慌から太平洋戦争へと続き、教育界においては、1933年（昭和8年）の「二・四事件」後の教員への思想弾圧が始まった時代であった。そのような時代において、雑誌や文通を通して他の教師や教育運動の指導者と交流しながら、長野県の山間部の小学校で、「子どもの感動する心、自分流に思考する心を培うこと、自発性を伸す<ママ>ことを常に心掛け」、生活綴方運動の実践を一人で積み重ねた。「赤い鳥調の自由詩」を「児童に観念的なセンチメンタルなものを書かせ、それを大人が鑑賞して楽しんだ」と批判し、生活の中から生まれることばを大事にし、さらに「その詩によって感動する子どもを導く」ことをめざした実践は、「具体的な事象からはなれない思考を通した作品へ押し上げようとした努力」であると評価されている。
生活綴方の実践は、自然観察の文章から科学の知識に導くなど、国語以外の教科にも応用された。また遺された指導記録や日記の分析から、詰め込み教育からの変化の過程にあった算数教育の分野でも、教科書を批判しつつ、創意工夫のある指導を行ったことが明らかになっている。

## 年譜
- 1916年（大正5年） - 8月1日長野県上伊那郡伊那町で誕生。
- 1933年（昭和8年） - 伊那高等女学校卒業。
- 1935年（昭和10年） - 上京、鶴見造船附属病院に勤務。
- 1936年（昭和11年）3月 - 長野県上伊那郡南向村南向尋常高等小学校桑原分教場に赴任。
- 1936年（昭和11年） - 信濃自由律俳句連盟「天心社」の同人となる[1]。ただし、学生時代から加入していたという記述も見られる[46]。
- 1937年（昭和12年）11月 - 長野県教員検定試験に合格。
- 1938年（昭和13年） - 南向尋常高等小学校葛島分教場に転任。
- 1939年（昭和14年） - 上伊那郡春近尋常高等小学校に転任。学級文集『春近の子ども』をつくり、各地の綴方教師と文集の交換を行う。
- 1940年（昭和15年） - 雑誌『教室』5月号、『一年生ツヅリカタ絵本』[3]に「ツクシ」（下平京子（）作）が掲載。
- 1941年（昭和16年） - 上伊那郡中沢国民学校に転任。「低学年の綴り方」をまとめる。「一年生綴る前の指導」として雑誌『教室』8～11月号に連載される。
- 1941年（昭和16年）9月 -同人雑誌『交流』の同人となる。
- 1942年（昭和17年）8月 - 春近小学校時代の指導作品の「出水」（加納暁作）が『綴方風土記』[47]に掲載。
- 1942年（昭和17年）9月 - 退職して、兄の医院を手伝う。
- 1943年（昭和18年)1月25日 - 腸捻転のため死去。